# Ян Гендрік ван Кінсберген
Ян Гендрік ван Кінсберген, граф Доггербанк (1 травня 1735 – 24 травня 1819), був голландським військово-морським офіцером. Маючи хорошу наукову освіту, ван Кінсберген був прихильником модернізації флоту і написав багато книг про організацію, дисципліну та тактику флоту.
У 1773 році він двічі переміг османський флот, перебуваючи на російській службі. Повернувшись до Голландської Республіки в 1775 році, він став голландським морським героєм у 1781 році, борючись проти Королівського флоту, і поступово досяг посади головнокомандувача як віце-адмірала. Коли Франція завоювала Республіку в 1795 році, його звільнили новий революційний режим і запобіг призначенню данським головнокомандувачем, але Королівство Голландія відновило його в 1806 році на посаді флотського маршала і зробило графом. Його знову понизили Французька імперія в 1810 році, після звільнення Об'єднане Королівство Нідерландів у 1814 році надало йому його старий ранг віце-адмірала.
Ян Кінсберген, у пізні роки життя дуже заможна людина, також був відомий своєю філантропією, підтримуючи допомогу бідним, морську освіту, мистецтва та науки.

## Рання кар'єра
Ван Кінсберген народився в Дусбурзі як старший син неофіцерського офіцера Йоганна Генріха ван Кінсбергена, який народився в Нойнкірхені, Німеччина, в 1706 році, розпочав свою військову кар'єру на австрійській службі і спочатку писав своє прізвище як "Гінсберг". У шість років він переїхав зі своїми батьками в 1741 році до Елбюрга. Через три роки він вирушив зі своїм батьком до Південних Нідерландів і у віці дев'яти років зарахувався солдатом до голландської польової армії під час Війни за австрійську спадщину, повернувшись у 1748 році. Після прочитання біографії Герарда Брандта про життя адмірала Міхіеля де Рюйтера, він вирішив стати морським героєм і вступив до морської академії в Гронінгені, де з 1751 по 1755 рік навчався інженерії. У 1756 році він став мічманом на Вестстеллінгерверфі і 16 березня 1758 року — лейтенантом в Амстердамській адміралтействі на кораблі Маарссен.
Ван Кінсберген мав трьох молодших братів. Двоє зарахувалися до армії Пруссії, молодший, Ян Германус, працював на Голландську Ост-Індську компанію (VOC), але в 1770 році був звільнений як капітан, коли його корабель Леймюйден сів на мілину на скелях острова Кабо-Верде Боа-Вішта і він врятував себе та кількох обраних на шлюпці, залишивши решту команди. Ян Германус пізніше був призначений морським капітаном завдяки впливу Яна Гендріка, але скомпрометував останнього, потрапивши в кілька серйозних аварій. Ян Гендрік служив на Амазоні у 1761 році. З 13 жовтня 1763 року він командував фрегатом Св'єтен.

## Російська служба
Наприкінці 1760-х років через серйозні фінансові труднощі мало голландських кораблів були активні, і Ян Кінсберген використовував свій вільний час для написання великої серії публікацій про модернізацію флоту. Він вважається типовим представником нового покоління голландських морських офіцерів своєї епохи, які більше не завдячували своєю посадою ні кар'єрі в торговому флоті, ні шляхетському походженню, а ґрунтовній науковій освіті.
У 1769 році Ян Кінсберген відчаявся коли-небудь отримати підвищення і отримав дозвіл вступити на службу до VOC і вирушити до Голландської Ост-Індії на чотири роки. Однак у попередні роки він вже завоював невелику міжнародну репутацію як морський мислитель, ентузіастично листуючись з багатьма впливовими іноземними контактами. Йому повідомили, що через Російсько-турецьку війну (1768–1774) російському флоту потрібні морські експерти. Генріх Прусський негайно міг запропонувати йому там посаду. 15 серпня 1770 року ван Кінсберген отримав дозвіл від голландського адмірал-генерала, штатгальтера Вільгельма V, принца Оранського, вирушити до Росії. Однак Вільгельм V не звільнив його повністю від обов'язків. Ян Кінсбергену обіцяли, що через рік, 15 серпня 1771 року, його в його відсутність призначать капітаном. В обмін знову через три роки після цієї дати він повернеться на батьківщину, якщо вона потребуватиме його послуг, і цей цикл тимчасових призначень повторюватиметься кожні три роки.
Влітку 1771 року Ян Гендрік подорожував через Берлін, де відвідав принца Генріха, до Санкт-Петербурга, де 29 вересня його призначили тимчасовим капітаном у Імператорському російському флоті. 2 жовтня його підвищили до капітана другого класу. Він негайно вирушив до Чорного моря, після прибуття його доручили командувати загоном козаків і воював, паралельно вивчаючи російську мову, на суходолі під час зимової кампанії. У бою його поранили в коліно, і козак врятував його з-під купи трупів, якого пізніше він влаштував на працю до амстердамської морської верфі.
З 9 лютого 1772 року в Яссах він ремонтував річкові судна, захоплені з турецького дунайського флоту. 12 червня він отримав своє перше морське командування на російській службі, доставляючи диспетчерські судна на галіоті до Азова. З 13 листопада він доставляв диспетчерські судна з південної армії до Санкт-Петербурга. Під час цієї місії його представили імператриці і він справив на неї сприятливе враження своїми ентузіастичними планами щодо Чорноморського флоту. Відповідно, 23 квітня 1773 року він став командиром флотилії в Чорному морі. Його сили були досить незначні, складаючись лише з двох кетчів по дванадцять гармат кожен і двох яхт. Ван Кінсберген вирішив, що настав момент прославитися, і діяв так агресивно, наскільки дозволяли його обмежені можливості. Він увійшов до Мармурового моря через Босфор, склав його карту як перший західноєвропеєць, потім увійшов до Дарданелл і врешті повернувся до Чорного моря після дуелі з прибережною фортецею Стамбула.
Двічі того року він переміг турецький флот і здобув титул "Герой Чорного моря". 23 червня він зустрів турецьку флотилію з трьох фрегатів по 52 гармати і лінійного корабля на 75 гармат і, попри розбіжність у вогневій потужності, негайно атакував і знищив її, що стало першою великою "християнською" морською перемогою в Чорному морі за чотири століття. Його начальники були дуже задоволені і дозволили йому здійснити рейд на Сіноп, але це швидко змінилося на місію перехопити транспортний флот, який прямував до Криму. Вранці 2 вересня він помітив ворожий флот біля Новоросійська, але одночасно прибув наказ скасувати атаку через нерівність сил: оригінальні два кетчі ван Кінсбергена були підкріплені лише одним фрегатом на 32 гармати і брандером, тоді як турецький флот налічував чотири лінійні кораблі, сім фрегатів і шість транспортів з п'ятьма тисячами піхотинців. Вирішивши дати бій, ван Кінсберген заявив перед своїми офіцерами, що такий наказ не може бути справжнім, заарештував гінця і продовжив атаку. Відповідно до стандартної тактики того часу турецький флот йшов у формальній лінії бою. Ван Кінсберген усвідомив, що діяти так само призведе лише до швидкого знищення його флотилії, і застосував сучасну концентрацію сил: використовуючи перевагу вітру, він фронтально атакував головний турецький корабель, змусивши наступні турецькі кораблі порушити стрій. Під час наступної сутички турецький флот зазнав таких пошкоджень і плутанини, що відмовився від спроби висадки і відступив. Непокора ван Кінсбергена швидко була прощена, і 22 вересня його нагородили Орденом Святого Георгія, хоча і лише четвертого ступеня, що його розчарувало.
Після війни ван Кінсберген побоювався, що його не підвищать, і в листопаді 1774 року отримав тимчасове звільнення з російської служби. Хоча Катерина II охоче утримувала б його на російському флоті, підвищила б до капітана першого класу і лицаря третього ступеня (з 1776 року навіть другого ступеня), він попросив прийняти його на голландську службу в травні 1775 року, з серпня подорожував через Санкт-Петербург і Берлін до Голландської Республіки, отримав остаточне почесне звільнення з російської служби в грудні і на початку 1776 року повернувся на службу голландцям.

## Повернення до Голландської Республіки
У 1776 році ван Кінсберген був повторно прийнятий до Амстердамської адміралтейства як повний капітан, що викликало певне здивування, оскільки угода зі штатгальтером Вільгельмом зберігалася в таємниці. У цей період напруженість між Великою Британією і Голландською Республікою, спричинена Американською революцією, призвела до зусиль Голландії побудувати флот і, отже, до збільшення кар'єрних можливостей для голландських офіцерів. З 17 травня 1776 року ван Кінсберген був відправлений у міжнародну експедицію як капітан Амфітріти, проти Марокко для забезпечення дотримання договору з Мохаммедом бен Абдаллою для завершення Голландсько-марокканської війни (1775–1777) і обмеження діяльності барбарських корсарів. 27 червня він як посол був присутній на підписанні договору в Сале, повернувшись до Республіки в жовтні. У 1778 році він був капітаном фрегата Арго. У жовтні він знову вирушив до Сале, щоб доставити документ про договір, ратифікований Генеральними штатами Нідерландів. Після повернення він і його Арго стали частиною конвою, тимчасово затриманого переважаючим британським флотом 31 грудня 1779 року під час пошуку контрабанди для Франції, інцидент з Філдінгом і Біландом.
Голландський народ був обурений цією подією, відмовився співпрацювати з заходами, спрямованими на блокаду Америки, і війна з Британією стала неминучою, хоча голландці були погано підготовлені до неї. У 1780 році ван Кінсберген став членом комісії, яка повинна була посилити голландську берегову оборону. Тим часом він опублікував велику кількість статей і брошур щодо реорганізації флоту. у 1780 році вийшов його "Морський компендіум", написаний у співпраці з релігійним автором Йоганнесом Флорентіусом Мартінетом і спрямований на покращення дисципліни. Офіцери повинні бути прикладом для наслідування і утримуватися від азартних ігор, п'янства, розпусти і лаянки — окрім останнього у випадку віддачі наказів, оскільки в досвіді ван Кінсбергена вони краще виконувалися, якщо містили кілька прокльонів.

## Пізній флот Республіки
На початку 1781 року британці розпочали серію раптових атак на голландські кораблі та колонії, тим самим розпочавши Четверту англо-голландську війну. Переважаючий голландський флот у основному уникав прямого зіткнення, але ван Кінсберген, 12 лютого призначений тимчасовим контр-адміралом, зіграв важливу роль у єдиному великому морському бою війни, Битві при Доггер-банці, як командир флотилії, другий після контр-адмірала Йогана Зутмана. Ван Кінсберген на Адмірал-Генералі супроводжував торговий конвой, коли випадково зустрів британську ескадру, переважаючу за вогневою потужністю, і забезпечив виживання конвою. Голландці були в захваті, і ван Кінсберген здобув статус морського героя.
Його відзначив штатгальтер Вільгельм V, нагородивши спеціальною медаллю Доггер-банку, оскільки Голландська Республіка не мала почесних військових орденів. Вільгельм потребував популярну фігуру для зміцнення свого режиму і 14 серпня 1781 року призначив ван Кінсбергена своїм ад'ютант-генералом і використовував його як постійного морського радника. Таким чином ван Кінсберген швидко став де-факто верховним морським командувачем і також здобув більший політичний вплив, регулярно спілкуючись з лідерами оранжистів щодо того, як найкраще протидіяти патріотам. 10 травня 1782 року він також став майором, командуючи новоствореним морським підрозділом. Того ж року він опублікував загальні інструкції щодо морської служби та "Основи морської тактики". У жовтні він командував ескадрою, спрямованою до Норвегії для супроводу флоту VOC, який повертався. У його відсутність 10 жовтня його призначили членом нової Секретної ради з морських справ.
У 1783 році, втомившись від безкінечної критики голландської морської політики, він розглядав можливість повернення на російську службу, але штатгальтер переконав його залишитися. У 1784 і 1785 роках він вирушив до Середземного моря на Юпітері, частково для стримування можливого нападу з боку Венеції. У Тулоні він дізнався, що слідча комісія дійшла висновку, що він винен у так званій "Брестській справі", невдачі спроби влітку 1782 року сформувати спільний іспансько-франко-голландський флот у Ла-Манші. У відповідь він надіслав свою відставку Вільгельму, але знову штатгальтер зміг змінити думку свого адмірала. У лютому 1786 року він повернувся з частиною своєї ескадри. 23 липня 1786 року він одружився вперше з Гестер Гуфт, дуже заможною дочкою амстердамського бургомістра і вдовою ешевена Георга Кліффорда IV.
У 1787 році стосунки зі штатгальтер погіршили, коли останній використав прусське військове втручання для придушення "патріотів". Будинок ван Кінсбергена в Амстердамі навіть обшукували солдати в пошуках доказів таємних зв'язків Вільгельма з ворогами, хоча не знайшли нічого більш компрометуючого, ніж кілька шабель і пістолетів. У цей час ван Кінсберген вже залишив Республіку: він був на медовому місяці в Німеччині, його прийняв у Відні Йосиф II, імператор Священної Римської імперії. Знову ж емісари Катерини намагалися переконати його повернутися на російську службу, пропонуючи йому звання віце-адмірала і командування Чорноморським флотом, але після деяких роздумів він відмовився в березні 1788 року, навіть попри те, що штатгальтер дозволив зміну служби в лютому. 8 квітня 1789 року він також відмовився стати данським головнокомандувачем, а 16 грудня його призначили голландським віце-адміралом.
У 1790 році він командував допоміжною ескадрою, яка приєдналася до англійського флоту для можливого конфлікту з Іспанією. У 1791 і 1792 роках революційна Франція атакувала Республіку, і ван Кінсберген залишався на суходолі, пишучи низку публікацій. 3 березня 1793 року його призначили адміралом-головнокомандувачем голландського і зеландського флотів і командиром морського артилерійського корпусу, влітку відбивши спробу французького вторгнення через Голландс-Діп. 11 серпня 1793 року його призначили віце-адміралом. У 1794 році союзні оборонні рубежі на Рейні розвалилися, і французи в січні 1795 року змогли безперешкодно пройти по замерзлій голландській Водній лінії, привівши патріотів до влади.

## У немилості в Батавській Республіці
17 січня 1795 року в Схевенінгені він прощався з від'їжджаючим штатгальтером, який втік до Англії, щоб ніколи не повернутися. У відсутність адмірала-генерала ван Кінсберген тепер став верховним командувачем. Оскільки Англія, очевидно, стала новим ворогом, він вжив заходів, щоб запобігти потраплянню голландських кораблів і портів у руки англійців. 29 січня і знову 9 лютого він просив Генеральні штати звільнити його від обов'язків. Однак ці самі штати в цей момент замінювалися новим революційним режимом, встановленим французами: Батавською республікою. 24 лютого його заарештували за наказом Тимчасових представників провінції Голландія, революціонерів, які призначили себе тимчасовим урядом.
Незабаром його знову звільнили, але разом з усім корпусом морських офіцерів його звільнили 27 лютого. Хоча деякі закликали його попросити новий режим відновити його на посаді, ван Кінсберген, збентежений і пригнічений, просто не став цього робити. 26 квітня померла його дружина, і в червні він прийняв данську пропозицію стати віце-адміралом і головнокомандувачем. Однак революційний режим відмовився дати йому дозвіл залишити країну, і в 1796 році змусив Данію відкликати його призначення, хоча номінально він залишався на данській службі до 1806 року.
У 1796 році ван Кінсберген повернувся до старого будинку своїх покійних батьків в Елбюрзі, присвятивши своє життя філантропії. Він створив морську академію в Елбюрзі та сиротинець в Апелдорні. У 1799 році задля здоров'я переїхав до маєтку поблизу останнього міста, Велгелеген, колишньої власності його покійного молодшого брата. Поступово Батавська республіка, потребуючи популярних людей для легітимізації своєї влади, почала робити ван Кінсбергену пропозиції:
- у 1797 році пропонувалося стати верховним командувачем;
- у 1801 році навіть зробили формальну пропозицію.
Це не вдалося, оскільки він вимагав, щоб усіх офіцерів відновили на посадах. На початку 1806 року Великий пенсіонарій Ратгер Ян Схіммелпеннінк, людина, добре знайома йому, зробив особистий і емоційний заклик, але адмірал знову відмовився.

## Королівство Голландія
Однак улітку 1806 року за наказом імператора Наполеона I було створено Королівство Голландія, і його брат, новий король Людовик Бонапарт, 16 липня призначив ван Кінсбергена членом Голландської Державної ради та Першим камергером — і це були лише перші з довгого списку почестей, наданих старому адміралу: наприклад, 26 грудня його зробили маршалом, 15 травня 1808 року — Маршалом Голландських морських сил, а 4 лютого 1810 року, коли за наказом Франції всі голландські маршали повинні були бути понижені, його призначили повним адміралом. 4 травня 1810 року його зробили графом Доггер-банку. 11 жовтня 1808 року імператор Олександр I нагородив його зіркою Ордена Андрія Первозванного, що означало Орден Святого Олександра Невського, Орден Білого Орла, Орден Святої Анни першого ступеня і Орден Святого Станіслава.
Однак у 1810 році, Королівство Голландія було анексовано Французькою імперією, а ван Кінсберген понижено до французького віце-адмірала. Однак 18 грудня 1810 року його зробили французьким графом, а 2 січня 1811 року призначили французьким сенатором. Ван Кінсберген написав Наполеону 11 січня, що він занадто старий, щоб переїжджати до Парижа — добре розуміючи, що імператор цього і не передбачав — і попросив, щоб його зарплатню перераховували на флот, що розлютило Наполеона: "Чи думає цей пихатий голландський моряк, що може використовувати мене для роздачі своїх милостинь?" Тим часом ван Кінсберген продовжував свої благодійні справи: наприклад, у 1811 році він подарував пожежну машину муніципалітету Елбюрга.

## Продовження визнання з боку Королівства Нідерландів
Наприкінці 1813 року козаки звільнили територію Північних Нідерландів. Ян Кінсберген використав свої знання російської мови, щоб домовитися про перемир'я між французькими силами, які окупували Гет-Лоо, і російськими військами, запобігши розграбуванню цього королівського палацу. Також він створив два полки голландських волонтерів для облоги французького гарнізону, який тримався в Девентері. 28 березня 1814 року його призначили одним із шестисот виборців для затвердження нової голландської Конституції. 12 червня 1814 року його призначили новим суверенним князем, Вільгельмом VI Оранським, титульним віце-адміралом, а 11 липня — повним віце-адміралом: у новому Об'єднаному королівстві Нідерландів це було б виключно почесною посадою, наданою за великі заслуги, у випадку ван Кінсбергена за "видатні заслуги та постійний патріотизм". 8 липня 1815 році він став, лицарем Великого хреста Ордена Віллема.
Того ж року він запропонував приз у сімсот гульденів за найкращу пам'ятну книгу про події 1813 року, яку виграв Йоганнес ван дер Пальм. Гендрік Толленс виграв приз ван Кінсбергена в п'ятсот гульденів за голландський національний гімн, "Wien Neêrlands Bloed". У 1817 році він також подарував мармурові бюсти Крістіана Гюйгенса, Пітера Корнелісзона Гуфта, Гуго Гроція, Германа Боргаве і Пітера Пауля Рубенса Голландській королівській академії мистецтв і наук у Тріппенхейзі, роботи Паулюса Йозефа Габріеля. Ще один бюст того ж автора, де Рюйтера, був подарований Амстердамській морській академії, урочисто пронесений флотом човнів каналами. Заможний купець Ян Клюппель був настільки зворушений цим видовищем, що замовив також бюст скромного ван Кінсбергена, щоб поставити його під бюстом де Рюйтера.

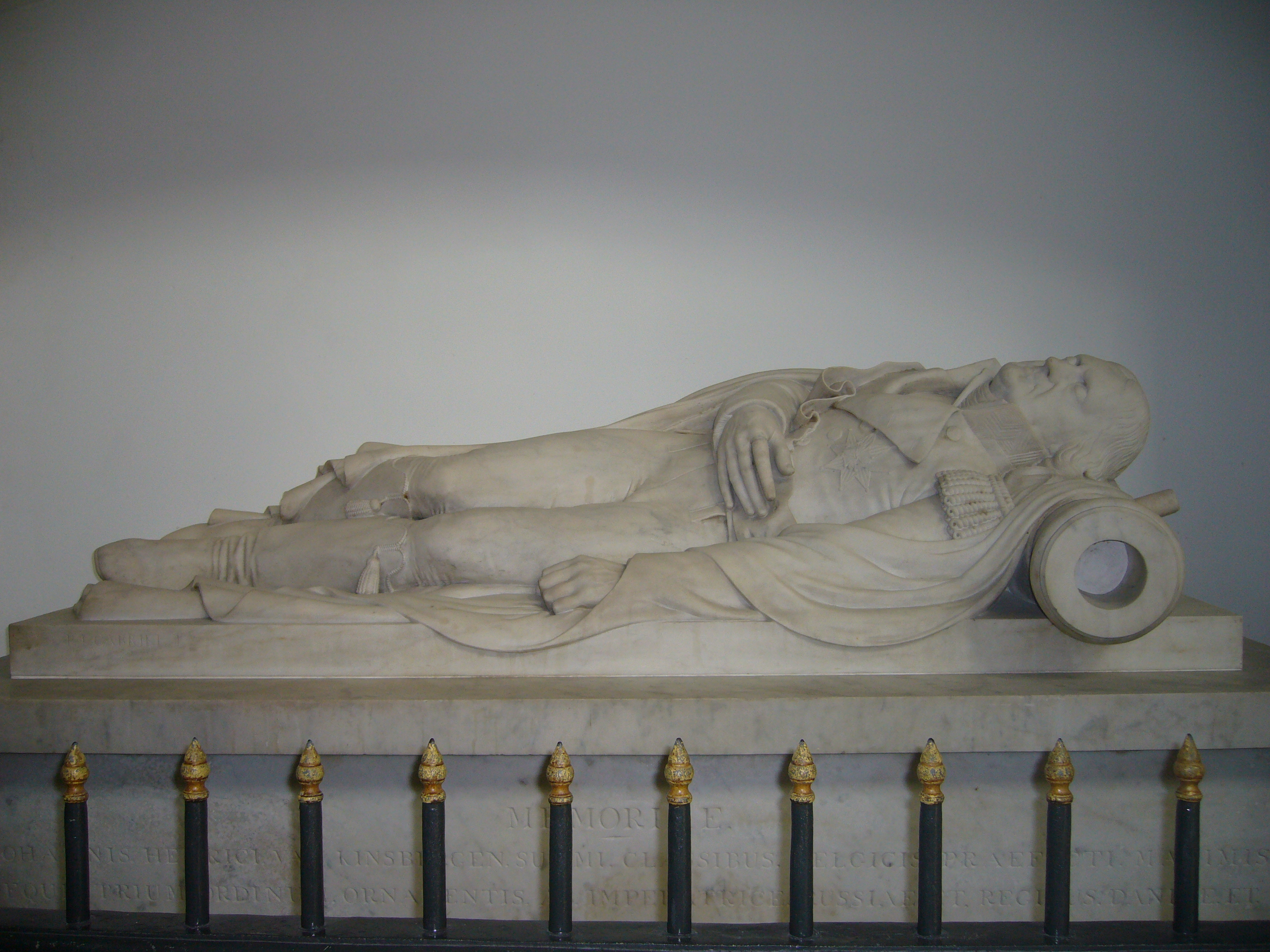
Кенотаф Ван Кінсбергена

20 листопада 1816 року ван Кінсберген отримав королівський указ від нового короля Нідерландів Віллема I про підвищення до йонкера. Він помер через три роки, невдовзі після свого 84-річчя в Апелдорні від хронічного захворювання легень, де його і поховали 27 травня. У 1821 році мармуровий надгробний пам'ятник був завершений Габріелем у Ньївкерк в Амстердамі, але це кенотаф.

## Почесті та нагороди
- Член капітула Королівського ордена за заслуги (16 грудня 1806)
- Лицар Великого хреста Військового Ордена Віллема (8 липня 1815)
- Великий хрест Королівського ордена Голландії (1807)
- Герцог Доггер-банку (4 травня 1810)
- Член Королівської Нідерландської академії мистецтв і наук (4 травня 1808)
- Великий хрест Орден Андрія Первозванного (11 жовтня 1808)
- Орден Орден Святого Олександра Невського
- Орден Святої Анни, 1-го класу
- Орден Білого Орла
- Орден Святого Станіслава
- Орден Святого Георгія, 4-го класу (1773) і 3-го класу (1775)
- Герой Чорного моря

## Епоніми
Голландський флот назвав на його честь навчальний корабель (спущений на воду в 2000 році), а також фрегат класу Кортенар і артилерійський навчальний корабель, який служив з 1939 по 1952 рік. Вулицю на його честь назвали в кожному місті, з яким він був пов'язаний: Амстердам, Апелдорн, Елбюрг і Гаага.